# 995 (szám)
A 995 (római számmal: CMXCV) egy természetes szám, félprím, az 5 és a 199 szorzata.

## A szám a matematikában
A tízes számrendszerbeli 995-ös a kettes számrendszerben 1111100011, a nyolcas számrendszerben 1743, a tizenhatos számrendszerben 3E3 alakban írható fel.
A 995 páratlan szám, összetett szám, azon belül félprím, kanonikus alakban az 51 · 1991 szorzattal, normálalakban a 9,95 · 102 szorzattal írható fel. Négy osztója van a természetes számok halmazán, ezek növekvő sorrendben: 1, 5, 199 és 995.
A 995 négyzete 990 025, köbe 985 074 875, négyzetgyöke 31,54362, köbgyöke 9,98331, reciproka 0,0010050. A 995 egység sugarú kör kerülete 6251,76938 egység, területe 3 110 255,267 területegység; a 995 egység sugarú gömb térfogata 4 126 271 987,4 térfogategység.